# New York appelle Superdragon
Pour plus de détails, voir Fiche technique et Distribution.
New York appelle Superdragon (titre original : New York chiama Superdrago) est un film franco-italo-ouest-allemand de Giorgio Ferroni sorti en 1966.

## Synopsis
Alors qu'il savoure quelques jours de vacances, l'agent secret Bryan Cooper dit « Superdragon » apprend qu'un de ses amis a été tué alors que ce dernier enquêtait sur le comportement étrange d'une bande d'étudiants, frappés par une folie inexplicable. Cooper décide de reprendre l'enquête...

## Fiche technique
- Titre original : New York chiama Superdrago
- Réalisation : Giorgio Ferroni (sous le nom de Calvin Jackson Padget)
- Scénario : Bill Coleman, Remigio Del Grosso, Giorgio Ferroni et Mike Mitchell
- Directeur de la photographie : Tony Secchy
- Montage : Antonietta Zita
- Musique : Benedetto Ghiglia
- Costumes : Adriana Berselli
- Production : Roberto Amoroso
- Genre : Film policier
- Pays :  France,  Italie,  Allemagne de l'Ouest
- Durée : 100 minutes
- Date de sortie :
  -  Italie : 17 février 1966
  -  États-Unis : Mai 1966
  -  Allemagne de l'Ouest : 24 juin 1966

## Distribution
- Ray Danton (VF : Georges Aminel) : Bryan Cooper dit « Superdragon »
- Marisa Mell : Charity (Caroline en VF) Farrel
- Margaret Lee (VF : Jacqueline Porel) : Cynthia (Daphné en VF) Fulton
- Jess Hahn (VF : Lui-même) : Baby Face (Bébé Rose en VF)
- Carlo D'Angelo (VF : Jean Martinelli) : Fernand Lamas
- Adriana Ambesi : Verna
- Marco Guglielmi : Pr Kurge
- Solvi Stubing : Elizabeth
- Jacques Herlin (VF : Jacques Mancier) : Ross, le propriétaire du bowling
- Gérard Herter (VF : Roger Tréville) : Coleman